# WaveGroup Sound
WaveGroup Sound es una compañía de producción musical que logró notoriedad a través de la creación de música para numerosos videojuegos populares. Desde 2014, WaveGroup ha sido el equipo de diseño de sonido oficial de Facebook.

## Historia
WaveGroup Sound fue cofundado originalmente por el ingeniero James Allen y el músico Will Littlejohn en Brisbane, California, y se dedicaba a la posproducción de audio para películas, comerciales y videos de capacitación corporativa. WaveGroup se mudó a Silicon Valley en 1996, y Littlejohn luego adquirió la propiedad total de la empresa.
El trabajo de WaveGroup se desplazó hacia la música de videojuegos y el diseño de sonido, y a principios de la década de 2000, la compañía era la principal productora de música para videojuegos de música interactiva, y producía música para series populares como Karaoke Revolution, Rock Band, Guitar Hero y otras.
El trabajo de diseño de sonido de WaveGroup incluye sonidos para los auriculares Bluetooth Jawbone Era y el altavoz Bluetooth JAMBOX. La compañía también realizó trabajos de respuesta de voz interactiva (IVR) para corporaciones importantes como American Express y Fidelity Investments, entre otras.
WaveGroup produjo sonidos de notificación en la aplicación para las plataformas de mensajería instantánea Messenger, Slingshot e Instagram Bolt de Facebook, y en 2014 la empresa se convirtió en el equipo de diseño de sonido interno oficial de Facebook.

## Portafolio parcial de juegos de música
WaveGroup produjo muchas o todas las canciones o versiones de canciones para algunos de estos títulos de videojuegos.
- Beatmania (US)/Beatmania IIDX 11: IIDX RED (JP)
- Brooktown High
- Guitar Hero
- Guitar Hero II
- Guitar Hero Encore: Rocks the 80s
- Guitar Hero III: Legends of Rock
- Guitar Hero: Aerosmith
- Guitar Hero: On Tour
- Guitar Hero World Tour (solo contenido descargable)
- Samba de Amigo
- Rock Band (también contenido descargable)
- Dance Dance Revolution Ultramix 4
- Dance Dance Revolution Universe
- Dance Dance Revolution Universe 3

## Premios
- Spike Video Game Awards 2005 - Mejor banda sonora para Guitar Hero
- Game Developers Choice Awards 2005 - Mejor audio para Guitar Hero
- AIAS Interactive Achievement Award 2006 por logros destacados en la banda sonora de Guitar Hero
- Premios BAFTA de Videojuegos2006 - Banda sonora para Guitar Hero
- Spike Video Game Awards 2006 - Mejor banda sonora para Guitar Hero II
- Game Developers Choice Awards 2006 - Mejor audio para Guitar Hero II
- Spike Video Game Awards 2007 - Mejor banda sonora para Rock Band